# Grabbers
Grabbers (bra Grabbers) é um filme irlando-britânico de 2012, dos gêneros comédia, terror e ficção científica, dirigido por Jon Wright.

## Elenco
- Richard Coyle ... Garda Ciarán O'Shea
- Ruth Bradley ... Garda Lisa Nolan
- Russell Tovey ... Dr Smith
- Lalor Roddy ... Paddy
- David Pearse ... Brian Maher
- Bronagh Gallagher ... Una Maher
- Pascal Scott ... Dr. Jim Gleeson
- Ned Dennehy ... Declan Cooney
- Clelia Murphy ... Irene Murphy
- Louis Dempsey .... Tadhg Murphy
- Stuart Graham ... Skipper
- Micheál Ó Gruagáin ... Pai Potts

## Sinopse
Depois de um ataque alienígena numa comunidade litorânea irlandesa, um policial descobre que só completamente bêbados eles podem se salvar.

## Lançamento
O filme estreou no Festival Sundance de Cinema de 2012 e foi apresentado no Festival Internacional de Cinema de Edimburgo em junho de 2012. O filme continuou a ser apresentado em festivais de correr em todo o mundo em Karlovy Vary International Film Festival, Taormina Film Fest, Fantasia Film Festival, PIFAN, Sitges, Toronto After Dark Film Festival, Strasbourg European Fantastic Film Festival, em Londres no FrightFest Festival e o filme realizou a sua estreia irlandesa em julho de 2012 como abertura do 24th Galway Film Fleadh abertura.

## Recepção
O Rotten Tomatoes, relata que Grabbers recebeu críticas positivas de 72% de 29 críticos pesquisados; A média foi de 6,3 / 10. Damon Wise da revista Empire descreveu como "um filme de monstro romântico, mas surpreendentemente assustador que se sente como um filme perdido de Amblin, abalado e agitado com uma pitada de The Guard. ... Um tributo finamente trabalhada a um longo estilo perdido de filmagem [que] se levanta em seu próprio direito também." Matt Glasby do Total Film classificou ele com 3/5 estrelas e chamou-lhe "um brilhante, alegre irlandês monstro triturado ostentando cinematografia linda, atraente performances e grande SFX". Gareth Jones do DreadCentral avaliou com 4/5 estrelas e disse, "é um inferno de um bom tempo que oferece uma abundância de risos, personagens excelentes e performances, e grandes monstros viscosos."
Jordan Hoffman do canal a cabo IFC resumiu o filme como "uma brincadeira deliciosa", enquanto os próximos filmes deram-lhe quatro estrelas e chamou-lhe uma "diversão, filme de monstro montanha russa" com uma "mistura de risos e sustos ". Robbie Collin do The Daily Telegraph chamou de um "afetivo Filme B irlandês ... com uma premissa improvável". Kim Newman do Screen Daily disse do filme: "[o] roteiro inteligente de Kevin Lehane é sagaz o suficiente para contornar as expectativas dos fãs que poderiam pensar que eles sabem como filmes como este são supostamente jogados fora, enquanto os monstros são bem-realizados como nada em produções muito mais caras".
Sam Adams do A.V. Club avaliou o filme com um "B-" e criticou o clímax do filme como "uma decepção" e "imitação barata" em comparação com a primeira metade de "paródia afiada". Marc Mohan do The Oregonian classificou com um "C-" e chamou-lhe um "indimensional, filme de uma piada." Em uma revisão negativa para Variety, Dennis Harvey chamou o filme /e polido e assistível, mas criticou a escrita como "coisas com uma olhar muito morno". Nigel Andrews do Financial Times classificou-o 1/5 estrelas e disse: "Para uma comédia de horror que precisava de um pouco de comédia e alguns horrores."